# 639 pr. n. št.

## Smrti
- Rusa II., kralj Urartuja (* ni znano)